# Algă brună
Algele brune, cuprinzând clasa Phaeophyceae, sunt un grup mare de alge multicelulare, care include și multe alge marine situate în apele mai reci din emisfera nordică. Algele brune sunt principalele alge marine ale regiunilor temperate și polare. Ele sunt dominante pe țărmurile stâncoase din zonele mai reci ale lumii. Majoritatea algelor brune trăiesc în medii marine, unde joacă un rol important atât ca hrană, cât și ca potențial habitat. De exemplu, Macrocystis, un varec din ordinul Laminariales, poate atinge 60 m în lungime și formează păduri subacvatice proeminente de alge. Pădurile de alge ca acestea conțin un nivel ridicat de biodiversitate. Un alt exemplu este Sargassum, care creează covorașe plutitoare unice de alge marine în apele tropicale ale Mării Sargasso, care servesc drept habitate pentru multe specii.  Multe alge brune, cum ar fi membrii ordinului Fucales, cresc de obicei de-a lungul țărmurilor stâncoase. Unii membri ai clasei, cum ar fi varecul, sunt folosiți de oameni ca hrană.
Între 1.500 și 2.000 de specii de alge brune sunt cunoscute în întreaga lume. Unele specii, cum ar fi Ascophyllum nodosum, au devenit subiecte de cercetări ample, datorită importanței lor comerciale. Ele au, de asemenea, semnificație pentru mediu prin fixarea carbonului.
Algele brune aparțin grupului Heterokontophyta, un grup mare de organisme eucariote care se disting cel mai bine prin faptul că au cloroplaste înconjurate de patru membrane, ceea ce sugerează o origine dintr-o relație simbiotică dintre un eucariot bazal și un alt organism eucariot. Majoritatea algelor brune conțin pigmentul fucoxantina, care este responsabil pentru culoarea distinctivă maro-verzuie care le dă numele. Algele brune sunt unice printre heteroconți în dezvoltarea formelor multicelulare cu țesuturi diferențiate, dar se reproduc prin intermediul sporilor și gameților flagelați care seamănă foarte mult cu celulele altor heteroconți. Studiile genetice arată că rudele lor cele mai apropiate sunt algele galben-verzui.

## Caracteristici
- prezența pigmentului fucoxantina și a clorofilei de tip A și C;
- perete celular format din sulfați fucani și acid alginic;
- organisme multicelulare cu țesuturi diferențiate;
- tal mare, ramificat;
- reproducere asexuată prin spori flagelați, respectiv sexuată prin gameți masculini flagelați;
- Substanțe de rezervă: laminarina, manitolul și, mai rar, uleiurile.